# Morti nel 1837
| Questa pagina contiene informazioni ricavate automaticamente dalle voci biografiche con l'ausilio del template Bio e di un bot. L'aggiornamento è periodico e automatico e ricostruisce completamente la pagina. Se manca una persona in questa lista, sei pregato di non aggiungerla, ma accertati piuttosto che la sua voce biografica contenga il template Bio e che i dati anagrafici siano correttamente compilati. Se il template Bio manca, inseriscilo tu stesso o, in alternativa, metti l'avviso {{tmp\|Bio}} che ne segnala la mancanza. Se i dati riportati sono sbagliati, correggi direttamente la voce biografica; le modifiche saranno visibili in questa lista entro pochi giorni. Per chiarimenti vedi il progetto biografie. La lista contiene solo le 221 persone che sono citate nell'enciclopedia e per le quali è stato implementato correttamente il template Bio. Pagina aggiornata al 18 ago 2025. |

## Gennaio(16)
- 2 gennaio - Giuseppe Maria Giovene, naturalista, agronomo e meteorologo italiano (n. 1753)
- 4 gennaio - Hippolyte de Bouchard, militare e corsaro francese (n. 1780)
- 8 gennaio - Guglielmo in Baviera, nobile tedesco (n. 1752)
- 9 gennaio - Giuseppe Gaetano Rignon, politico italiano (n. 1764)
- 11 gennaio - François Gérard, pittore francese (n. 1770)
- 11 gennaio - Frederick Cavendish Ponsonby, militare britannico (n. 1783)
- 18 gennaio - Gaudenzio Bordiga, incisore e cartografo italiano (n. 1773)
- 18 gennaio - James St Clair-Erskine, II conte di Rosslyn, generale e politico scozzese (n. 1762)
- 20 gennaio - Adam Afzelius, botanico e zoologo svedese (n. 1750)
- 20 gennaio - John Soane, architetto inglese (n. 1753)
- 23 gennaio - John Field, compositore e pianista irlandese (n. 1782)
- 24 gennaio - Michele Saverio Provana del Sabbione, politico italiano (n. 1770)
- 25 gennaio - Giuseppe Guidicini, ingegnere e storico italiano (n. 1763)
- 27 gennaio - Aleksandr Nikolaevič Saltykov, nobile e politico russo (n. 1775)
- 30 gennaio - Francesco Maria Appendini, storico e letterato italiano (n. 1769)
- 31 gennaio - Ferdinand Dalberg-Acton, nobile britannico (n. 1801)

## Febbraio(16)
- 1º febbraio - Federico Francesco I di Meclemburgo-Schwerin, sovrano tedesco (n. 1756)
- 2 febbraio - Georg Ludwig Hartig, botanico tedesco (n. 1764)
- 3 febbraio - Claudine Thévenet, religiosa francese (n. 1774)
- 4 febbraio - John Latham, medico e naturalista inglese (n. 1740)
- 7 febbraio - Gustavo IV Adolfo di Svezia, re (n. 1778)
- 10 febbraio - Aleksandr Sergeevič Puškin, poeta, saggista e scrittore russo (n. 1799)
- 12 febbraio - François Barbé-Marbois, politico francese (n. 1745)
- 12 febbraio - Karl Ludwig Börne, scrittore tedesco (n. 1786)
- 12 febbraio - Grigorij Ivanovič Gagarin, nobile, diplomatico e poeta russo (n. 1782)
- 13 febbraio - Mariano José de Larra, scrittore e giornalista spagnolo (n. 1809)
- 15 febbraio - Andreas Riedel, scrittore e politico austriaco (n. 1748)
- 16 febbraio - Jean Bonvoisin, pittore francese (n. 1752)
- 16 febbraio - Gottfried Reinhold Treviranus, naturalista tedesco (n. 1776)
- 19 febbraio - Georg Büchner, scrittore e drammaturgo tedesco (n. 1813)
- 20 febbraio - Eugène Hugo, poeta francese (n. 1800)
- 27 febbraio - Angelo Viva, scultore italiano (n. 1748)

## Marzo(22)
- 1º marzo - Nikita Petrovič Panin, diplomatico russo (n. 1770)
- 8 marzo - Wilhelm Benecke, mercante e saggista tedesco (n. 1776)
- 8 marzo - Hippolyte Charles, militare francese (n. 1773)
- 11 marzo - Louis François Jean Chabot, generale francese (n. 1757)
- 12 marzo - Giberto Borromeo, nobile e politico italiano (n. 1751)
- 13 marzo - Giacomo Asinari di Bernezzo, militare italiano (n. 1764)
- 13 marzo - Edmond de Favières, drammaturgo, librettista e politico francese (n. 1755)
- 13 marzo - Ferdinando Simonis, violinista e compositore italiano (n. 1773)
- 14 marzo - Prospero Balbo, politico italiano (n. 1762)
- 16 marzo - François-Xavier Fabre, pittore e collezionista d'arte francese (n. 1766)
- 17 marzo - Anna Maria Erdödy, nobildonna ungherese (n. 1779)
- 18 marzo - Dominique-Georges-Frédéric Dufour de Pradt, arcivescovo cattolico e ambasciatore francese (n. 1759)
- 20 marzo - Guglielmo di Solms-Braunfels, nobile (n. 1759)
- 22 marzo - Karl Gustav Himly, chirurgo e oculista tedesco (n. 1772)
- 23 marzo - Giovanni Battista De Gubernatis, politico e incisore italiano (n. 1774)
- 24 marzo - Stefano Ignazio Melchioni, ingegnere e architetto svizzero (n. 1765)
- 27 marzo - Pierre Coudrin, presbitero francese (n. 1768)
- 27 marzo - Giovanni Fraschina, vescovo cattolico svizzero (n. 1750)
- 27 marzo - Maria Fitzherbert, britannica (n. 1756)
- 27 marzo - Thomas Thynne, II marchese di Bath, politico inglese (n. 1765)
- 27 marzo - Otto Magnus von Stackelberg, archeologo tedesco (n. 1786)
- 31 marzo - John Constable, pittore inglese (n. 1776)

## Aprile(16)
- 1º aprile - Karoline Stahl, scrittrice e poetessa tedesca (n. 1776)
- 6 aprile - Teresa Bandettini, poetessa e ballerina italiana (n. 1763)
- 9 aprile - Domenico Quaglio il Giovane, pittore, scenografo e architetto tedesco (n. 1787)
- 10 aprile - Henry Thomas Colebrooke, filologo, orientalista e botanico britannico (n. 1765)
- 10 aprile - Sophia FitzClarence, nobildonna inglese (n. 1796)
- 10 aprile - Thomas Weld, cardinale e vescovo cattolico britannico (n. 1773)
- 11 aprile - Diego Guicciardi, diplomatico, politico e banchiere italiano (n. 1756)
- 12 aprile - Giovanni Rasori, patologo, traduttore e patriota italiano (n. 1766)
- 18 aprile - Giovanni Migliara, pittore e scenografo italiano (n. 1785)
- 22 aprile - David B. Mitchell, politico statunitense (n. 1766)
- 22 aprile - Günther Federico Carlo I di Schwarzburg-Sondershausen, principe (n. 1760)
- 24 aprile - Alessandro Begani, militare italiano (n. 1770)
- 25 aprile - Leopold von Plessen, politico tedesco (n. 1769)
- 28 aprile - Joseph Souham, generale francese (n. 1760)
- 30 aprile - Luisa Eleonora di Hohenlohe-Langenburg, nobildonna tedesca (n. 1763)
- 30 aprile - William Lyttelton, III barone Lyttelton, nobile e politico inglese (n. 1782)

## Maggio(19)
- 4 maggio - Lorenzo Fazzini, matematico, fisico e filosofo italiano (n. 1787)
- 5 maggio - Nicola Antonio Zingarelli, compositore italiano (n. 1752)
- 8 maggio - Aleksandr Balašov, generale russo (n. 1770)
- 9 maggio - Giovanni Antonio Sintich, vescovo cattolico e letterato dalmata (n. 1754)
- 10 maggio - Girolamo Serra, politico e storico italiano (n. 1761)
- 15 maggio - Fryderyk Buchholtz, artigiano polacco (n. 1792)
- 15 maggio - Gustaf af Wetterstedt, politico svedese (n. 1776)
- 18 maggio - Carlo Maria Cernelli, arcivescovo cattolico italiano (n. 1759)
- 18 maggio - Marguerite Gérard, pittrice francese (n. 1761)
- 18 maggio - Hans Christian Lyngbye, botanico danese (n. 1782)
- 19 maggio - Alexander Hope, generale scozzese (n. 1769)
- 20 maggio - Johan Afzelius, chimico svedese (n. 1753)
- 20 maggio - Federico d'Assia-Kassel, nobile (n. 1747)
- 24 maggio - Sebastiano Montallegri, patriota e militare italiano (n. 1784)
- 25 maggio - Johann Evangelist Brandl, compositore e violinista tedesco (n. 1760)
- 27 maggio - Aleksandr Dmitrievič Zasjadko, militare e inventore russo (n. 1779)
- 29 maggio - Giuseppe de Samuele Cagnazzi, politico italiano (n. 1763)
- 31 maggio - Joseph Grimaldi, attore teatrale e danzatore britannico (n. 1778)
- 31 maggio - Nicolas-André Monsiau, pittore francese (n. 1754)

## Giugno(17)
- 6 giugno - Diego Portales, imprenditore e politico cileno (n. 1793)
- 9 giugno - Anna Maria Taigi, beata italiana (n. 1769)
- 12 giugno - Carl Friedrich Ernst Frommann, editore tedesco (n. 1765)
- 12 giugno - Pierre Auguste Lajard, politico e ufficiale francese (n. 1757)
- 14 giugno - Giacomo Leopardi, poeta, filosofo e scrittore italiano (n. 1798)
- 16 giugno - Valentino Fioravanti, compositore italiano (n. 1764)
- 18 giugno - Pietro Francesco Galleffi, cardinale italiano (n. 1770)
- 19 giugno - Aleksandr Aleksandrovič Bestužev, poeta e scrittore russo (n. 1797)
- 20 giugno - Giovanni Furno, compositore italiano (n. 1748)
- 20 giugno - Guglielmo IV del Regno Unito, re inglese (n. 1765)
- 20 giugno - Natale Mussini, compositore italiano (n. 1765)
- 21 giugno - Nikolaj Il'ič Tolstoj, ufficiale russo (n. 1794)
- 21 giugno - Giuseppa Tornielli Bellini, nobildonna italiana (n. 1776)
- 22 giugno - Anton Sminck van Pitloo, pittore olandese (n. 1790)
- 24 giugno - Henry Thynne, III marchese di Bath, politico e militare inglese (n. 1797)
- 26 giugno - Karl Christian Gmelin, botanico tedesco (n. 1762)
- 29 giugno - Tiberio Pacca, funzionario italiano (n. 1786)

## Luglio(19)
- 3 luglio - Vincenzo Cardile, presbitero, poeta e letterato italiano (n. 1761)
- 3 luglio - Francesco Zerilli, pittore italiano (n. 1793)
- 5 luglio - Vincenzo Riolo, pittore italiano (n. 1772)
- 5 luglio - Gaetano Trigona e Parisi, cardinale e arcivescovo cattolico italiano (n. 1767)
- 6 luglio - Pietro Pisani, nobile italiano (n. 1761)
- 7 luglio - Nasir-ud-Din Haidar, sovrano indiano (n. 1803)
- 8 luglio - Emilio Roberti di Castelvero, generale italiano (n. 1781)
- 9 luglio - Pierre Louis du Cambout de Coislin, generale, politico e nobile francese (n. 1769)
- 9 luglio - Giuseppe Tranchina, medico italiano (n. 1797)
- 10 luglio - Francesco Ognibene, pittore e incisore italiano (n. 1785)
- 13 luglio - Domenico Scinà, fisico e storico italiano (n. 1764)
- 18 luglio - Vincenzo Borg, patriota, militare e mercante maltese (n. 1777)
- 18 luglio - Nicolò Palmieri, economista, storico e politico italiano (n. 1778)
- 19 luglio - Agustín Eyzaguirre, politico e patriota cileno (n. 1768)
- 22 luglio - Giuseppe Serra di Cassano, V duca di Cassano, nobile, politico e rivoluzionario italiano (n. 1771)
- 24 luglio - Robert Cocking, pittore e inventore britannico (n. 1776)
- 24 luglio - Charles Howard Hodges, pittore e incisore inglese (n. 1764)
- 25 luglio - Michail Ivanovič Lebedev, pittore russo (n. 1811)
- 27 luglio - Pablo Morillo, generale spagnolo (n. 1775)

## Agosto(13)
- 3 agosto - Pio Augusto in Baviera, principe tedesco (n. 1786)
- 9 agosto - Carl von Brühl, regista teatrale tedesco (n. 1772)
- 9 agosto - Giuseppe Fantaguzzi, pittore e disegnatore italiano (n. 1771)
- 10 agosto - Carlo Botta, storico e politico italiano (n. 1766)
- 10 agosto - Traiano Domenico Roero, nobile italiano (n. 1767)
- 12 agosto - Giuseppe Craffonara, pittore italiano (n. 1790)
- 16 agosto - Christian Ludwig Nitzsch, zoologo tedesco (n. 1782)
- 17 agosto - John Floyd, politico e militare statunitense (n. 1783)
- 17 agosto - Angelo Monticelli, pittore italiano (n. 1778)
- 18 agosto - Virginio Cenci Bolognetti, V principe di Vicovaro, principe e politico italiano (n. 1765)
- 26 agosto - Joseph-Dominique Louis, politico e diplomatico francese (n. 1755)
- 28 agosto - Francesco Macdonald, generale e politico italiano (n. 1777)
- 31 agosto - Bartolomeo Ravenna, scrittore e storico italiano (n. 1761)

## Settembre(19)
- 2 settembre - Pasquale Abate, patriota italiano (n. 1813)
- 7 settembre - Fabian Gottlieb von Osten-Sacken, generale russo (n. 1752)
- 8 settembre - Therese Rosenbaum, soprano austriaco (n. 1774)
- 11 settembre - Gerolamo Staffieri, stuccatore e scultore svizzero (n. 1785)
- 12 settembre - Cesare Brancadoro, cardinale e arcivescovo cattolico italiano (n. 1755)
- 13 settembre - Antonio D'Este, scultore italiano (n. 1755)
- 14 settembre - Filippo Pananti, poeta italiano (n. 1766)
- 14 settembre - Edward Stopford, politico e generale irlandese (n. 1766)
- 16 settembre - Filippo Buonarroti, rivoluzionario e politico italiano (n. 1761)
- 16 settembre - Agathon Jean François Fain, politico, storico e nobile francese (n. 1778)
- 20 settembre - Giancarlo Cornay, missionario francese (n. 1809)
- 21 settembre - Carlo Federico Augusto di Meclemburgo-Strelitz, generale prussiano (n. 1785)
- 21 settembre - Georg Ludolf Dissen, filologo classico tedesco (n. 1784)
- 24 settembre - Johann Friedrich Ludwig Göschen, giurista tedesco (n. 1778)
- 26 settembre - Arthur Chichester, I barone Templemore, politico e ufficiale irlandese (n. 1797)
- 28 settembre - Akbar II, imperatore indiano (n. 1760)
- 29 settembre - Claude Petit-Benoît de Chaffoy, vescovo cattolico francese (n. 1752)
- 30 settembre - Tsultrim Gyatso, monaco buddhista tibetano (n. 1816)
- 30 settembre - Thomas Luny, pittore inglese (n. 1759)

## Ottobre(18)
- 1º ottobre - Ayub Shah Durrani, sovrano afghano
- 2 ottobre - Costantino Munari, patriota italiano (n. 1772)
- 5 ottobre - Ortensia di Beauharnais, regina francese (n. 1783)
- 6 ottobre - Jean-François Lesueur, compositore francese (n. 1760)
- 10 ottobre - Charles Fourier, filosofo francese (n. 1772)
- 10 ottobre - Mustafa ibn Mahmud, sovrano tunisino (n. 1786)
- 11 ottobre - Samuel Wesley, organista, compositore e direttore di coro inglese (n. 1766)
- 12 ottobre - Charles Marie Denys de Damrémont, generale francese (n. 1787)
- 12 ottobre - Louis Dupré, pittore francese (n. 1789)
- 12 ottobre - Guglielmina di Prussia, regina (n. 1774)
- 12 ottobre - James Murray, I barone Glenlyon, politico e ufficiale scozzese (n. 1782)
- 14 ottobre - Luigi Frezza, cardinale e arcivescovo cattolico italiano (n. 1783)
- 15 ottobre - Ivan Ivanovič Dmitriev, poeta e politico russo (n. 1760)
- 16 ottobre - Mathieu Dumas, generale e storico francese (n. 1753)
- 17 ottobre - Johann Nepomuk Hummel, compositore, direttore d'orchestra e pianista austriaco (n. 1778)
- 25 ottobre - Muhammed Bello, sultano nigeriano (n. 1781)
- 28 ottobre - Jean-Blaise Martin, cantante lirico francese (n. 1768)
- 28 ottobre - Julien Auguste Joseph Mermet, generale francese (n. 1772)

## Novembre(9)
- 4 novembre - Jean-Louis Alibert, dermatologo e scrittore francese (n. 1768)
- 4 novembre - Francesco Antonio Avelloni, commediografo e attore teatrale italiano (n. 1756)
- 6 novembre - Jonathan Carl Zenker, naturalista e botanico tedesco (n. 1799)
- 7 novembre - Charles Didelot, ballerino e coreografo francese (n. 1767)
- 7 novembre - Paolo Pallia, teologo, politico e patriota italiano (n. 1809)
- 9 novembre - Saverio Costantino Amato, poeta e scrittore italiano (n. 1816)
- 9 novembre - Domenico De Simone, cardinale italiano (n. 1768)
- 16 novembre - Giorgio Doria Pamphilj Landi, cardinale italiano (n. 1772)
- 30 novembre - Jean-François Bautte, orologiaio e gioielliere svizzero (n. 1772)

## Dicembre(9)
- 3 dicembre - Charles Douglas, VI marchese di Queensberry, nobile scozzese (n. 1777)
- 5 dicembre - Cesare Nembrini Pironi Gonzaga, cardinale e vescovo cattolico italiano (n. 1768)
- 12 dicembre - Theodor Friedrich Ludwig Nees von Esenbeck, botanico, farmacista e farmacologo tedesco (n. 1787)
- 20 dicembre - Natal'ja Petrovna Golicyna, nobildonna russa (n. 1741)
- 25 dicembre - Giuseppe Boldù, politico italiano (n. 1793)
- 25 dicembre - Grimod de la Reynière, gastronomo francese (n. 1758)
- 27 dicembre - Giuseppe De Cristoforis, naturalista italiano (n. 1803)
- 28 dicembre - Boris Ivanovič Orlovskij, scultore russo (n. 1791)
- 28 dicembre - Gaspare del Bufalo, presbitero, predicatore e missionario italiano (n. 1786)

## Senza giorno specificato(28)
- Mario Adorno, avvocato e patriota italiano (n. 1773)
- Ahmad ibn Idris, mistico marocchino (n. 1760)
- Friedrich Ancillon, politico prussiano (n. 1767)
- Pasquale Andreoli, pioniere dell'aviazione italiano (n. 1771)
- Luigia Anti, soprano italiana (n. 1794)
- Giovanni Battista Bagnasco, vescovo cattolico italiano (n. 1791)
- Antonino Bivona Bernardi, botanico italiano (n. 1770)
- Gottlieb Bodmer, litografo tedesco (n. 1804)
- Pio Camillo Bonelli, VIII duca di Salci, duca, politico e rivoluzionario italiano (n. 1757)
- Burdurlu Dervish Mehmed Pascià, politico ottomano (n. 1765)
- Luca Maria Capponi, poeta italiano (n. 1768)
- Edward Donovan, scrittore e zoologo irlandese (n. 1768)
- Clelia Durazzo, botanica italiana (n. 1760)
- William Farish, scienziato e chimico inglese (n. 1759)
- Pietro Franchini, matematico italiano (n. 1768)
- Giovanni Battista Frulli, pittore italiano (n. 1765)
- Sengai Gibon, monaco buddhista giapponese (n. 1750)
- Marie-Reine Guindorf, attivista francese (n. 1812)
- William George Horner, matematico britannico (n. 1786)
- Ellis Cornelia Knight, saggista e docente inglese (n. 1757)
- Richard Trench, politico inglese (n. 1767)
- Jurij Fëdorovič Lisjanskij, navigatore e esploratore russo (n. 1773)
- Bonifacio Negri di Sanfront, generale italiano (n. 1775)
- Andrea Pozzi, pittore italiano (n. 1777)
- Stefano Ricci, scultore italiano (n. 1765)
- Henri-Joseph Rutxhiel, scultore belga (n. 1775)
- Sri Sulalai, thailandese (n. 1770)
- Joseph Van Praet, scrittore belga (n. 1754)